# Grand Prix Formule 1 van de Verenigde Staten 1980
De Grand Prix Formule 1 van de Verenigde Staten 1980 werd gehouden op 5 oktober 1980 op Watkins Glen International.

## Uitslag
| Positie | Nummer | Rijder             | Team            | Ronden | Tijd/Opgave         | Startplaats | Punten |
| ------- | ------ | ------------------ | --------------- | ------ | ------------------- | ----------- | ------ |
| 1       | 27     | Alan Jones         | Williams-Ford   | 59     | 1:34:36.05          | 5           | 9      |
| 2       | 28     | Carlos Reutemann   | Williams-Ford   | 59     | +4.21               | 3           | 6      |
| 3       | 25     | Didier Pironi      | Ligier-Ford     | 59     | +12.57              | 7           | 4      |
| 4       | 12     | Elio de Angelis    | Lotus-Ford      | 59     | +29.69              | 4           | 3      |
| 5       | 26     | Jacques Laffite    | Ligier-Ford     | 58     | +1 Ronde            | 12          | 2      |
| 6       | 11     | Mario Andretti     | Lotus-Ford      | 58     | +1 Ronde            | 11          | 1      |
| 7       | 16     | René Arnoux        | Renault         | 58     | +1 Ronde            | 6           |        |
| 8       | 9      | Marc Surer         | ATS-Ford        | 57     | +2 Rondes           | 17          |        |
| 9       | 50     | Rupert Keegan      | Williams-Ford   | 57     | +2 Rondes           | 15          |        |
| 10      | 21     | Keke Rosberg       | Fittipaldi-Ford | 57     | +2 Rondes           | 14          |        |
| 11      | 1      | Jody Scheckter     | Ferrari         | 56     | +3 Rondes           | 23          |        |
| NC      | 7      | John Watson        | McLaren-Ford    | 50     | +9 Rondes           | 9           |        |
| NF      | 2      | Gilles Villeneuve  | Ferrari         | 49     | Ongeluk             | 18          |        |
| NC      | 3      | Jean-Pierre Jarier | Tyrrell-Ford    | 40     | +19 Rondes          | 22          |        |
| NF      | 30     | Jochen Mass        | Arrows-Ford     | 36     | Transmissie         | 24          |        |
| NF      | 23     | Bruno Giacomelli   | Alfa Romeo      | 31     | Elektrisch probleem | 1           |        |
| NF      | 5      | Nelson Piquet      | Brabham-Ford    | 25     | Spin                | 2           |        |
| NF      | 6      | Héctor Rebaque     | Brabham-Ford    | 20     | Motor               | 8           |        |
| NF      | 31     | Eddie Cheever      | Osella-Ford     | 20     | Ophanging           | 16          |        |
| NF      | 29     | Riccardo Patrese   | Arrows-Ford     | 16     | Spin                | 20          |        |
| NF      | 14     | Jan Lammers        | Ensign-Ford     | 16     | Stuurfout           | 25          |        |
| NF      | 20     | Emerson Fittipaldi | Fittipaldi-Ford | 15     | Ophanging           | 19          |        |
| NF      | 4      | Derek Daly         | Tyrrell-Ford    | 3      | Spin                | 21          |        |
| NF      | 22     | Andrea de Cesaris  | Alfa Romeo      | 2      | Ongeluk             | 10          |        |
| DNS     | 8      | Alain Prost        | McLaren-Ford    |        | Blessure            | 13          |        |
| NQ      | 43     | Mike Thackwell     | Tyrrell-Ford    |        |                     |             |        |
| NQ      | 51     | Geoff Lees         | Williams-Ford   |        |                     |             |        |

## Statistieken
| Pole-position | Bruno Giacomelli | Alfa Romeo    | 1:33.291 |
| Snelste ronde | Alan Jones       | Williams-Ford | 1:34.068 |

## Noot
- Dit waren de eerste pole position en de eerste rondes als raceleider voor Bruno Giacomelli.
- Vijftigste podiumplaats voor een Australische coureur.
- Tiende Grand Prix-winst voor Alan Jones.
- Eerste (en enige) wereldtitel voor Alan Jones en vierde wereldtitel voor een Australische coureur. Jones was de achttiende coureur die wereldkampioen werd.

Grand Prix Formule 1 van de Verenigde Staten: 1908 · 1910 · 1911 · 1912 · 1914 · 1915 · 1916 · 1959 · 1960 · 1961 · 1962 · 1963 · 1964 · 1965 · 1966 · 1967 · 1968 · 1969 · 1970 · 1971 · 1972 · 1973 · 1974 · 1975 · 1976 · 1977 · 1978 · 1979 · 1980 · 1989 · 1990 · 1991 · 2000 · 2001 · 2002 · 2003 · 2004 · 2005 · 2006 · 2007 · 2012 · 2013 · 2014 · 2015 · 2016 · 2017 · 2018 · 2019 · 2021 · 2022 · 2023 · 2024 · 2025 · 2026

Indianapolis 500: 1950 · 1951 · 1952 · 1953 · 1954 · 1955 · 1956 · 1957 · 1958 · 1959 · 1960

Grand Prix Formule 1 van de Verenigde Staten West: 1976 · 1977 · 1978 · 1979 · 1980 · 1981 · 1982 · 1983

Grand Prix Formule 1 van Las Vegas: 1981 · 1982 · 2023 · 2024 · 2025

Grand Prix Formule 1 van de Verenigde Staten Oost: 1982 · 1983 · 1984 · 1985 · 1986 · 1987 · 1988

Grand Prix Formule 1 van Dallas: 1984

Grand Prix Formule 1 van Miami: 2022 · 2023 · 2024 · 2025 · 2026 · 2027 · 2028 · 2029 · 2030 · 2031 · 2032 · 2033 · 2034 · 2035 · 2036 · 2037 · 2038 · 2039 · 2040 · 2041